# Eslam Hamad
Eslam Hamad (4 ottobre 1992) è un pentatleta egiziano.

## Biografia
Ai mondiali di Il Cairo 2017 ha vinto la medaglia d'oro nella prova a squadre maschile con Ahmed Hamed e Yasser Hefny, e l'argento nella staffetta mista con Haydy Morsy.
Ai mondiali di Budapest 2019 e ai Giochi mondiali militari di Wuhan 2019 ha ottenuto la medaglia d'oro nella staffetta mista con Salma Abdelmaksoud. 
Ai mondiali di Il Cairo 2021 ha guadagnato il bronzo nella gara a squadre maschile assieme a Ahmed Hamed e Ahmed Elgendy.
Ai mondiali di Alessandria d'Egitto 2021 ha ottenuto l'argento nella staffetta maschile, con Ahmed Hamed.

## Palmarès
- Mondiali

Il Cairo 2017: oro nella gara a squadre; argento nella staffetta mista;
Budapest 2019:oro nella staffetta mista;
Il Cairo 2021: bronzo nella gara a squadre;
Alessandria d'Egitto 2022: argento nella staffetta;
- Giochi mondiali militari

Wuhan 2019: oro nella staffetta mista;